# Nachfinanzierung
Eine Nachfinanzierung wird im Finanzwesen erforderlich, wenn der ursprünglich für eine Investition geplante Finanzierungsbedarf nicht ausreicht.

## Allgemeines
Der Finanzierungsbedarf eines Wirtschaftssubjektes (Unternehmen, Privathaushalte, Staat) ergibt sich aus dessen Finanzierungsplan oder der Finanzierungsbedarfsrechnung, die im Regelfall eine Kombination von Eigenfinanzierung (Eigenkapital) und Fremdfinanzierung (Fremdkapital) vorsehen. Der Finanzierungsplan ist eng mit dem Investitionsplan verbunden. Aus dem Investitionsplan wiederum ergeben sich auch die voraussichtliche Dauer (Planungshorizont) und die erwarteten Investitionsausgaben des Investitionsvorhabens. Da es sich hierbei um Erwartungswerte einer Prognose handelt, besteht Ungewissheit über den Eintritt der Planungsdaten. Verlängert sich unerwartet die Bauzeit, so erhöhen sich laufzeitbedingt die Baukosten (etwa Bauzeitzinsen); sind ungeplante Nachtragsarbeiten erforderlich, erhöht sich der Finanzierungsbedarf. Eine Nachfinanzierung kann aus weiterem Eigenkapital und/oder Fremdkapital vorgenommen werden. Kann kein weiteres Eigenkapital eingebracht werden, ist eine Nachfinanzierung durch Fremdkapiotal erforderlich. 
Bei öffentlichen Haushalten wird vom Nachtragshaushalt gesprochen.

## Betroffene Investitionen
Von Nachfinanzierung betroffen sein können sämtliche Investitionen, die mit Baumaßnahmen im weitesten Sinne verbunden sind einschließlich Montagearbeiten. Ihnen liegen Baupläne, Bauzeitenpläne und Kostenvoranschläge zugrunde, auf denen die Investitions- und Finanzierungspläne aufbauen. Den Bauherrn trifft stets das Fertigstellungsrisiko einer Störung des Bauablaufs, so dass generell die Überschreitungen der Baukosten mit Eigenkapital zu decken sind. Eine Nachfinanzierung ist damit stets ein Finanzierungsrisiko und damit auch ein Investitionsrisiko.  
Eine Nachfinanzierung wird erforderlich, wenn eine bestehende Baufinanzierung zuzüglich des bestehenden Eigenkapitals nicht ausreicht, um die Baukosten zu decken. Die ungeplante Erhöhung der Baukosten kann entweder auf zusätzlich zum Investitionsplan vorgenommene Investitionen oder auf während der Bauphase eintretende Baukostensteigerungen zurückzuführen sein, wenn kein Festpreis vereinbart wurde. 
Da bei Immobilienfinanzierungen üblicherweise als Kreditsicherheiten Grundpfandrechte bestellt wurden, wird im Regelfall auch eine weitere Kreditbesicherung erforderlich sein. Es handelt sich bei der Nachfinanzierung technisch um ein nachrangiges Darlehen, das als nach- oder letztrangiges Grundpfandrecht eingetragen wird. Eine weitere Option ist, dass bei der ursprünglichen Baufinanzierung eine Reserve für unerwartete Kostensteigerungen berücksichtigt wird, sofern dies die Beleihung zulässt.

## Wirtschaftliche Aspekte
Nachfinanzierungen können bei jedem Investitionskredit oder jeder Objektfinanzierung vorkommen, bei denen eine lange und mit Ungewissheiten verbundene Bauzeit vorhanden ist (Immobilien, Flugzeugbau, Schiffsbau). Nachfinanzierungen können vermieden werden, wenn die ursprüngliche Baukalkulation eine Position „Unvorhergesehenes“ enthält, die das Fertigstellungsrisiko abdeckt. Zur Vermeidung einer Bauhandwerker-Sicherungshypothek für offene Forderungen der Handwerker sollte eine Nachfinanzierung vorgenommen werden. Die Vereinbarung eines Festpreises schließt baukostenbedingte Nachfinanzierungen aus.
Eine Nachfinanzierung ist oft im Hinblick auf die Finanzierungskosten teurer als die ursprüngliche Finanzierung.

## Abgrenzungen
Eine Anschlussfinanzierung wird erforderlich, wenn die im Kreditvertrag vorgesehene Zinsbindungsfrist ausläuft.